# Jean Buquet
Pour les articles homonymes, voir Buquet.
Jean Buquet, né le 18 avril 1926 à Neuilly-sur-Seine et mort le 23 mars 1982 à Chambéry, est un acteur français.

## Biographie
Bien que sa carrière au cinéma ait débuté tôt, à l'âge de 5 ans, elle demeure éphémère dans le temps. On ne le connaît que dans des rôles d'enfants ou d'adolescents.
Jean Buquet joue dans plus de 25 films entre 1935 et 1945, commençant dans un petit rôle d'enfant-chanteur dans Bout de chou, un film de Henry Wulschleger. Il termine sa carrière au cinéma dans le rôle de Le Faouet dans Les Cadets de l'océan de Jean Dréville et dans un rôle non attribué dans Les Trois Tambours de Maurice de Canonge.
Il a également travaillé sous la direction de Christian-Jaque dans Les disparus de Saint-Agil en 1938, et Louis Daquin dans Nous les gosses en 1941.

## Filmographie partielle
- 1935 : Bout de chou d'Henry Wulschleger : le petit chanteur
- 1935 : Jérôme Perreau, héros des barricades d'Abel Gance
- 1936 : La Guerre des gosses de Jacques Daroy
- 1937 : Une femme sans importance de Jean Choux
- 1938 : Orage de Marc Allégret
- 1938 : Les Disparus de Saint-Agil de Christian-Jaque : la Mouche
- 1938 : Ceux de demain d'Adelqui Migliar et George Pallu
- 1938 : Remontons les Champs-Élysées de Sacha Guitry : Ludovic enfant
- 1938 : Le Roman de Werther de Max Ophüls : le petit Gustave[2]
- 1938 : Le Héros de la Marne : l'enfant
- 1939 : La Charrette fantôme de Julien Duvivier : un enfant de David Holm
- 1940 : De Mayerling à Sarajevo de Max Ophüls
- 1941 : L'Enfer des anges de Christian-Jaque
- 1941 : L'assassinat du Père Noël de Christian-Jaque et Roger Chapatte : un gosse (non crédité)
- 1941 : Péchés de jeunesse de Maurice Tourneur : Frédéric
- 1941 : Nous les gosses de Louis Daquin
- 1944 : Le Carrefour des enfants perdus de Léo Joannon
- 1945 : Les Cadets de l'océan : le mousse Le Faouët